# Grand roi
Un grand roi, ou son équivalent dans de nombreuses langues, fait référence aux titres historiques de certains monarques, suggérant un statut élevé parmi la multitude de rois et de princes. Ce titre est le plus souvent associé au shahanshah (shah des shahs, c'est-à-dire roi des rois, en effet traduit du grec par basileus tōn basileōn, adopté plus tard par les empereurs byzantins) de Perse sous la dynastie achéménide dont le vaste empire en Asie dura 200 ans jusqu'à l'an 330 av. J.-C., qui est ensuite adopté par les successeurs de l'empire achéménide dont les noms monarchiques furent également remplacés par « les grands ». En comparaison, le terme haut roi (en) est utilisé par les anciens dirigeants de Grande-Bretagne et d'Irlande, ainsi que par la Grèce.
Au Proche-Orient, au IIe millénaire av. J.-C., il existe une tradition d'utilisation réciproque de telles titres entre puissances, comme un moyen de se reconnaître diplomatiquement comme un égal. Seuls les rois des pays qui ne sont soumis à aucun autre roi et suffisamment puissants pour s'attirer le respect de leurs adversaires sont autorisés à utiliser le titre de « grand roi ». Ce sont les rois d'Egypte, Yamhad, Hatti, Babylone, Mitanni (jusqu'à sa disparition au XIVe siècle), Assyrie (seulement après la disparition de Mitanni), et pendant une brève période les Mycéniens. Les grands rois se considèrent comme des frères et établissaient souvent des relations étroites au moyen de mariages et d'échanges de cadeaux diplomatiques fréquents. Des lettres échangées entre ces souverains, dont plusieurs sont retrouvées notamment dans les archives amarniennes et hittites, donnent des détails sur cette diplomatie.
Le cas du maharaja (« grand raja », grand roi et prince, en sanskrit et en hindi) sur le sous-continent indien, à l'origine réservé à l'hégémonie régionale comme les Gupta, est un exemple de la façon dont un style aussi noble peut se retrouver pris dans un cycle de dévaluation par « l'inflation des titres » alors que de plus en plus de dirigeants, pour la plupart moins puissants, adoptent le style. S'ensuit souvent l'émergence d'un ou plusieurs styles nouveaux, plus exclusifs et prestigieux, comme, dans ce cas, maharajadhiraja (grand roi des rois). Le titre turco-mongol khan en vint aussi à être augmenté en titres comme chagan ou hakan, signifiant khan des khans, c'est-à-dire équivalent à roi des rois.
Le maharajadhiraja de style indien susmentionné est également un exemple de titre sémantique alternatif pour des styles royaux supérieurs similaires tels que roi des rois. Alternativement, un style plus idiomatique peut se développer en une tradition de titres tout aussi prestigieuse, en raison de l'exemple brillant de l'original – ainsi, divers styles d'empereurs remontent à l'imperator romain (à proprement parler un titre honorifique militaire républicain), ou le nom de famille César (transformé en titre impérial depuis la tétrarchie de Dioclétien).
Comme l'illustre l'utilisation conventionnelle du titre de roi et de ses équivalents pour prendre divers autres styles monarchiques, il existe de nombreux styles à peu près équivalents, chacun pouvant engendrer une variante grand X, soit unique, soit devenant un rang dans une tradition correspondante. Les exemples incluent le grand-duc et le Grosswojwod allemand.

## Exemples
- Antiochus III le Grand, roi grec hellénistique et sixième souverain de l'Empire séleucide, portait le titre de Basileus Megas
- Dans la Serbie médiévale, Stefan le Premier-Couronné, probablement Stefan Uroš Ier, Stefan Dečanski et Stefan Dušan ont le titre de « grand roi » (Велики краљ/Veliki kralj)[3]